# Cumpleañero (película)
Cumpleañero es una película de suspenso dramático panameña de 2022 escrita y dirigida por Arturo Montenegro. Fue seleccionada como la entrada panameña a la mejor película internacional en la 95.ª edición de los Premios Óscar, pero no fue nominada. Su actor principal, el venezolano Albi de Abreu, fue nominado en los premios Feroz y Forque en 2023.[cita requerida]

## Sinopsis
Jimmy celebra su cumpleaños 45 en la casa de la playa, invitando a su círculo cercano de amigos a un fin de semana lleno de diversión, excesos y concesiones. Todo se ve interrumpido por la confesión de Jimmy de querer acabar con su vida antes de que termine la fiesta.

## Reparto
- Albi De Abreu como Jimmy
- Joavany Álvarez como Alex[2]
- Sharo Cerquera como Nicole
- Julia Dorto como Laura
- Gina Faarup Cochez como detective
- Gaby Gnazzo como Milu

## Producción
Arturo Montenegro comentó que se demoraron cinco semanas en preparar la localización, de ahí 3 meses de preproducción, para por fin rodar la película en un plazo de 4 semanas en la península de Azuero y diversas playas en la costa de Pedasí, para continuar con cinco meses de posproducción.

## Lanzamiento
Cumpleañero se estrenó en los cines panameños el 15 de septiembre de 2022. Con planes de estreno en el mercado internacional de la mano de Onceloops Media.